# 史唐·路斯
史唐·路斯（英語：Storm Roux，1993年2月13日—），是一名紐西蘭職業足球員，司職右閘，現效力澳職球會中岸水手。
2010-13年效力於珀斯光輝的青年隊，2013年提升至一隊後未獲太多機會上陣，其後加盟水手。他同時亦是紐西蘭的代表，2013年首次為國效力。

## 外部連結
- 中岸水手官網 球員資料（页面存档备份，存于）
- soccerway的中岸水手資料庫（页面存档备份，存于）